# ずべ公番長シリーズ
『ずべ公番長シリーズ』（ずべこうばんちょうシリーズ）は、大信田礼子主演・山口和彦監督で四作品が製作された日本の映画シリーズ。文献により「大信田礼子・賀川雪絵のコンビで」と書かれたものもある。東映東京撮影所、配給：東映。第一作の公開時に「女番長シリーズの第一弾」と公表された。東映スケバン映画のルーツである。

## 概要
タイトルに使用された「ずべ公」とは不良少女を指す俗語で、戦前から東京では使われたという説もあり、戦後は広く流通したとされる。タイトルに冠した映像化作品としては、浅草の東洋劇場で上演された『ずべ公天使』という戯曲を1960年に東映が炎加世子主演で映画化している。『ずべ公番長』とは『女性版不良番長』を指す。シリーズ一作目の『ずべ公番長 夢は夜ひらく』は、藤圭子の代表曲「夢は夜ひらく」を主題歌としてタイトルに、2作目は「東京流れ者」、3作目は例外で、4作目は「ざんげの値打ちもない」と、当時の盛り場ヒット歌謡をタイトルに被せた『夜の歌謡シリーズ』＋『女性版不良番長』に加え、ずべ公たちが仁義を切ったり、女の共同体を守るため、暴〇団に圧迫された末に殴り込みをかけるというのがシリーズを通じてのパターンで、同じ東映の任侠路線のテイストが強い。
本シリーズを出世作とする大信田礼子の役名は、1、2作目が「影山リカ」、3、4作目が単に「リカ」と変わるが同一人物設定で、話は一応繋がっており、女ネリカンこと、赤城学園（赤城女子学園）をリカが出たり入ったりを繰り返し、シャバに出たところで、ヤクザの地上げなどの抗争に巻き込まれ、誰かが死んで、クライマックスで復讐に立ち上がり、ヤクザと大立ち回りを演じた末にお縄を頂戴して鑑別所に舞い戻るのが基本パターンで、東映イズムを継承している。大信田の他、橘ますみは、ヤオチョウこと、八尾長子か長子として3本、センミツこと、千本ミツ子（集三枝子）の2人はシリーズ通しての同一人物設定のレギュラーで、賀川雪絵は、名前は冬木マリかマリながら毎回異なる役柄。
見どころは大信田ら、ずべ公たちのビキニ、ミニスカ、ホットパンツなど、フラワームーブメント/サイケデリックを意識した流行のハレンチファッションで、第3作の『ずべ公番長 はまぐれ数え唄』のキャッチコピーは「ニューファッションにドスひとふり！これが女やくざのおとしまえ」だった。このため本シリーズは"元祖コスプレ"アクションとも評される。同シリーズは、二作目以降、どんどんエロ要素は希薄となり、ずべ公たちによる男顔負けの荒っぽい女の活劇映画に変化した。

## 作品リスト
- ずべ公番長 夢は夜ひらく  (1970.9.22)
  - 監督：山口和彦 脚本：宮下教雄、山口和彦
  - 出演:大信田礼子(役名：影山リカ）、宮園純子、賀川雪絵
- ずべ公番長 東京流れ者  (1970.12.3)
  - 監督：山口和彦 脚本：宮下教雄、山口和彦
  - 出演:大信田礼子(役名：影山リカ）、橘ますみ、賀川雪絵
- ずべ公番長 はまぐれ数え唄 (1971.3.9)
  - 監督：山口和彦 脚本：宮下教雄、山口和彦
  - 出演:大信田礼子(役名：リカ）、賀川雪絵、集三枝子
- ずべ公番長 ざんげの値打もない (1971.4.28)
  - 監督：山口和彦 脚本：宮下教雄、山口和彦
  - 出演:大信田礼子(役名：リカ）、賀川雪絵、橘ますみ

## 製作

### 企画経緯
1960年代後半から好色路線(東映ポルノ)を本格化させていた当時の東映映画本部長・岡田茂プロデューサーが、1970年6月13日公開の東映スケバン映画第一作『三匹の牝蜂』以降、東映の東西の撮影所でスケバン映画路線化の指示を出した。このうち、東映京都撮影所（以下、東映京都）で路線化されたのが池玲子や杉本美樹らの主演・鈴木則文監督の「女番長（スケバン）シリーズ」。東映東京撮影所（以下、東映東京）で大信田礼子主演・山口和彦監督で4本製作されたのが「ずべ公番長シリーズ」。『三匹の牝蜂』は東映京都の製作だったが、内容は"ド演歌"ながら外見はファッショナブルな女番長映画は、東映東京の本シリーズの方に継承された。
日活で1970年5月2日に公開された和田アキ子主演・長谷部安春監督の『女番長 野良猫ロック』のヒットを見た東映東京のプロデューサー・吉峰甲子夫が、大信田礼子を主役に山口和彦監督で本作を企画。大信田自身は「『プレイガール』（東京12チャンネル）をやめて『不良番長』のゲストだけやっていた時に、友達にお茶を飲もうと誘われて、その子のボーイフレンドという人が一緒に来たんですよ。その人が私の方だけジト～っと見て『僕シナリオ書けるんだけど、今、キミのために書いてるんだよ』と言うんです。『イヤ～ン突然何この人、気持ち悪～い』って思ったら山口和彦監督だった（笑）。どんな企画か聞いたら『不良番長』の女性版、若手版だって言われた」「脚本はあまり読んでない」などと述べている。また「演技は勝新太郎さんから教わった」と話している。東映のサイト等では1968年から始まっていた「不良番長シリーズ」の姉妹編として製作されたとしている。本家を上回るほどの人気を得たとする評価もある。内容は「不良番長シリーズ」を女性に置き換えただけではある

### 大信田礼子
大信田は大映やテレビドラマに出演後、東映京都でスカウトされ、東映作品に出演するようになった。梅宮辰夫に気に入られ、1970年4月18日公開の「不良番長シリーズ」第7作『不良番長 一攫千金』に出演した。東映関係者の中には「女出入りのハデさで有名な梅宮に接近したのは明らかに売名行為」と批判する者もいた。同年8月1日公開の「不良番長シリーズ」第8作『不良番長 出たとこ勝負』に出演後、翌9月22日公開の本シリーズ1作目『ずべ公番長 夢は夜ひらく』で映画初主演。その後、1970年12月3日公開のシリーズ第二弾『ずべ公番長 東京流れ者』に主演し、12月30日公開の「不良番長シリーズ」第10作『不良番長 口から出まかせ』にも出演している。大信田は1968年10月から放送スタートした東映京都制作『旅がらすくれないお仙』（NETテレビ）のセ〇〇スボム・女掏摸かみなりお銀役で、お茶の間の(特にオジサマ族から）知名度を上げ、一連の東映「不良性感度」映画に出演を続け、本シリーズにより東映ファンの人気を得た。シリーズ終了後、東映との縁は切れるが、東映が売り出した女優である。

### 終了経緯
シリーズ終了に関しては、東映が大信田を脱がそうと長く説得を続けたが、大信田が拒否し続けたことが原因とされている。1967年にデンマークでポルノが解禁されて以降、数ヶ国が追随し、ハードコアと呼ばれるポルノ映画が大量に製作され、これを洋画のポルノ映画、略して"洋ピン"と表現し、日本にも大量に輸入された。当然、税関による大がかりなカットと修正が加えられたものだったが、当時のマスメディアも日本でのポルノ解禁論議と合わせて洋ピンを盛んに取り上げ、また興行面でも圧倒的な成功を収めていた。このような時代の要請もあり、東映としても美しく脱げる女優の発掘を急いでいた側面もあった。結局東映は大信田の懐柔に失敗し、大信田は「歌一本に賭ける」と東映を出て行った。大信田自身は4作目の『ずべ公番長 ざんげの値打もない』のクライマックスシーンのアクションで胸の晒が落ちそうになり、気にしていたら山口監督と怒鳴り合いになり、シリーズを終える気持ちが湧き、そのタイミングで歌のオファーが来たためやめる決心がついた、などと話している。

## 評価
山根貞男は「スケバン映画の先駆」と評価している。藤木TDCは「大信田礼子の女優人生は、日本のフィメールアクション映画史そのもの」と論じている。馬飼野元宏は「スケバン映画のルーツは『緋牡丹博徒』の藤純子にあり、そのため基本的には陰性のクールな魅力を根底に持つ。しかし大信田礼子は圧倒的に陽性の魅力を持ち、陽性のスケバンというのはほとんど類型がない」などと評している。真魚八重子は「大信田礼子は均整の取れた見事なプロポーションを持ちながら、そのことに全く気付いてないような良い意味のガサツさがステキ。若い娘のスラッと色っぽく伸びた手足と、威勢のいい豪放磊落な性格が同居していて、重苦しさ皆無。ギャルのナイスバディを持った小学生男子とでもいいたい天衣無縫さは『ずべ公番長シリーズ』の出来の良さと合わせて好ましい」と評している。中野貴雄は「大信田のファッションを含めて、男に頼らず、セクシーでありながら決して性を売り物にしない人物造形は後のスケバン映画に大きな影響を与えている」と評している。磯田勉は「『ずべ公番長シリーズ』の大信田礼子が画期的だったのは、ほかの東映女侠もの、スケバンものと一線を画す存在であったことだ。女であることのハンデを情念にくるんで裡に秘め、鋭い眼差しで男社会に挑む藤純子をプロトタイプとするほとんどの東映の女性アクションに当てはまらない。スケバン映画特有の暗さや世をすねたところは微塵もなく、ストレスフリーに育った肉体は伸びやかで徹底的に明るく、生まれぱなしという形容がぴったりのラテン系のノリだ」などと評価している。

## 映像ソフト
- ビデオも発売されていたとされるが[10]、1990年代半ばは視聴が困難だったとされる[43]。2008年8月8日には東映ビデオから「ずべ公番長シリーズ」全4作がDVDが発売されている[出典 29]。各4,725円（税込み）[14]。